# Estissac
Estissac ist eine französische Gemeinde mit 1.797 Einwohnern (Stand: 1. Januar 2022) im Département Aube in der Région Grand Est. Estissac gehört zum Arrondissement Troyes und zum Kanton Aix-Villemaur-Pâlis. Die Einwohner werden Liébautins und Liébautinnes genannt, mit Bezug zum früheren Namen der Gemeinde Saint-Liébault.
Die Ortschaften Thuisy und Vaugeley gehören zur Gemeinde.

## Geografie
Estissac liegt rund 19 Kilometer westsüdwestlich von Troyes im Süden der Champagne am Fluss Vanne, in den hier die Zuflüsse Ancre und Bétrot münden. Umgeben wird Estissac von den Nachbargemeinden Dierrey-Saint-Julien im Norden und Nordosten, Bucey-en-Othe im Osten, Chennegy im Südosten, Villemoiron-en-Othe im Süden, Aix-Villemaur-Pâlis mit Aix-en-Othe im Südwesten, Neuville-sur-Vanne im Westen sowie Mesnil-Saint-Loup im Nordwesten.
Durch die Gemeinde führen die Autoroute A5 und die frühere Route nationale 60 (heutige D660).

## Geschichte
Bis zum 18. Jahrhundert hieß der Ort Saint-Liébault.

## Bevölkerungsentwicklung
| 1962                       | 1968 | 1975 | 1982 | 1990 | 1999 | 2006 | 2012 | 2019 |
| -------------------------- | ---- | ---- | ---- | ---- | ---- | ---- | ---- | ---- |
| 1685                       | 1740 | 1761 | 1757 | 1611 | 1724 | 1783 | 1874 | 1851 |
| Quellen: Cassini und INSEE |      |      |      |      |      |      |      |      |

## Sehenswürdigkeiten
- Kirche Saint-Liébault aus dem 13. Jahrhundert mit An- und Umbauten aus dem 15., 16. und 17. Jahrhundert
- Kirche Saint-Loup im Ortsteil Thuisy
- Markthalle aus dem 17. Jahrhundert
- Alte Mühle, Ende des 18. Jahrhunderts erbaut, 1990 renoviert

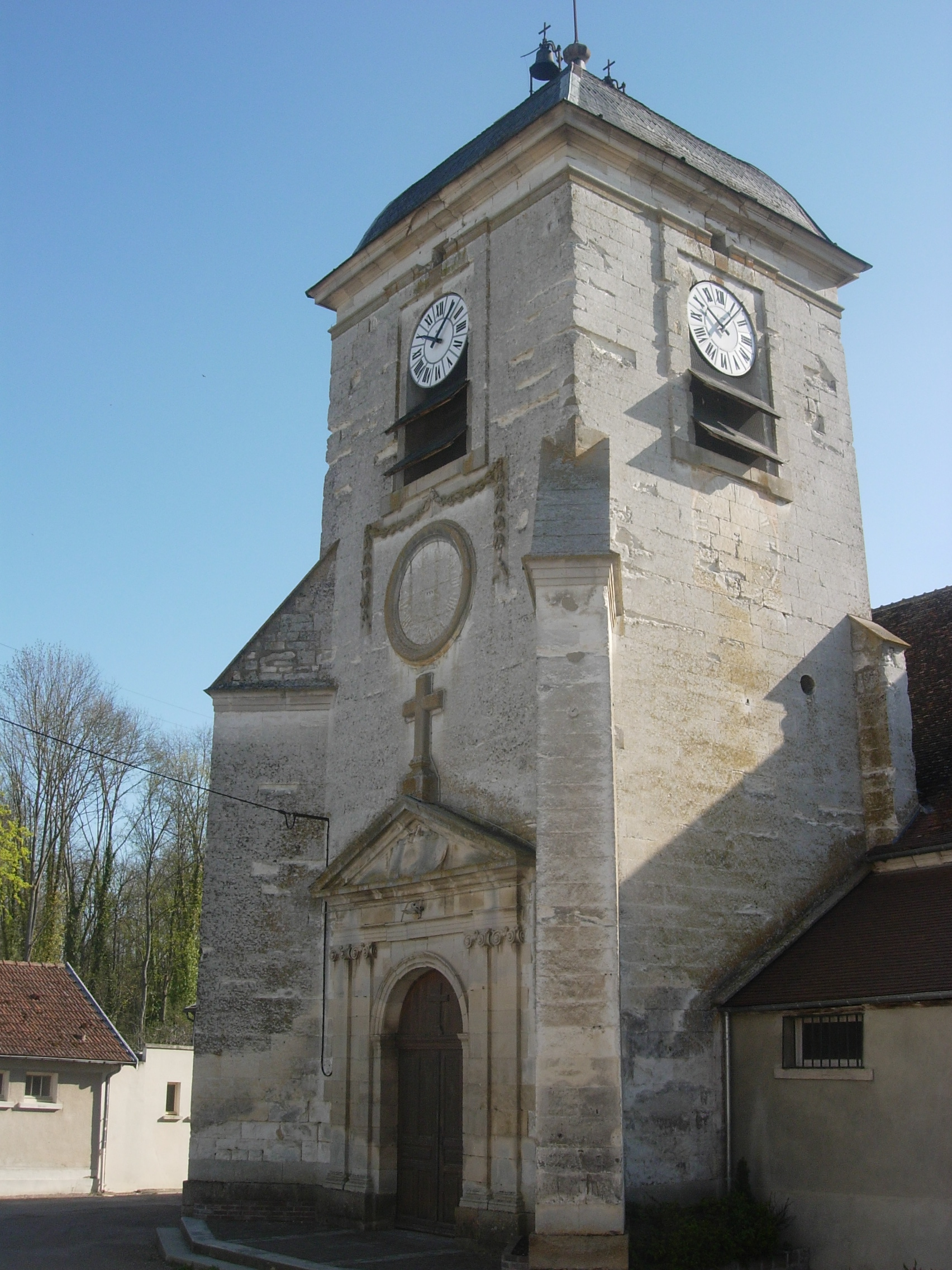
Kirche Saint-Liébault
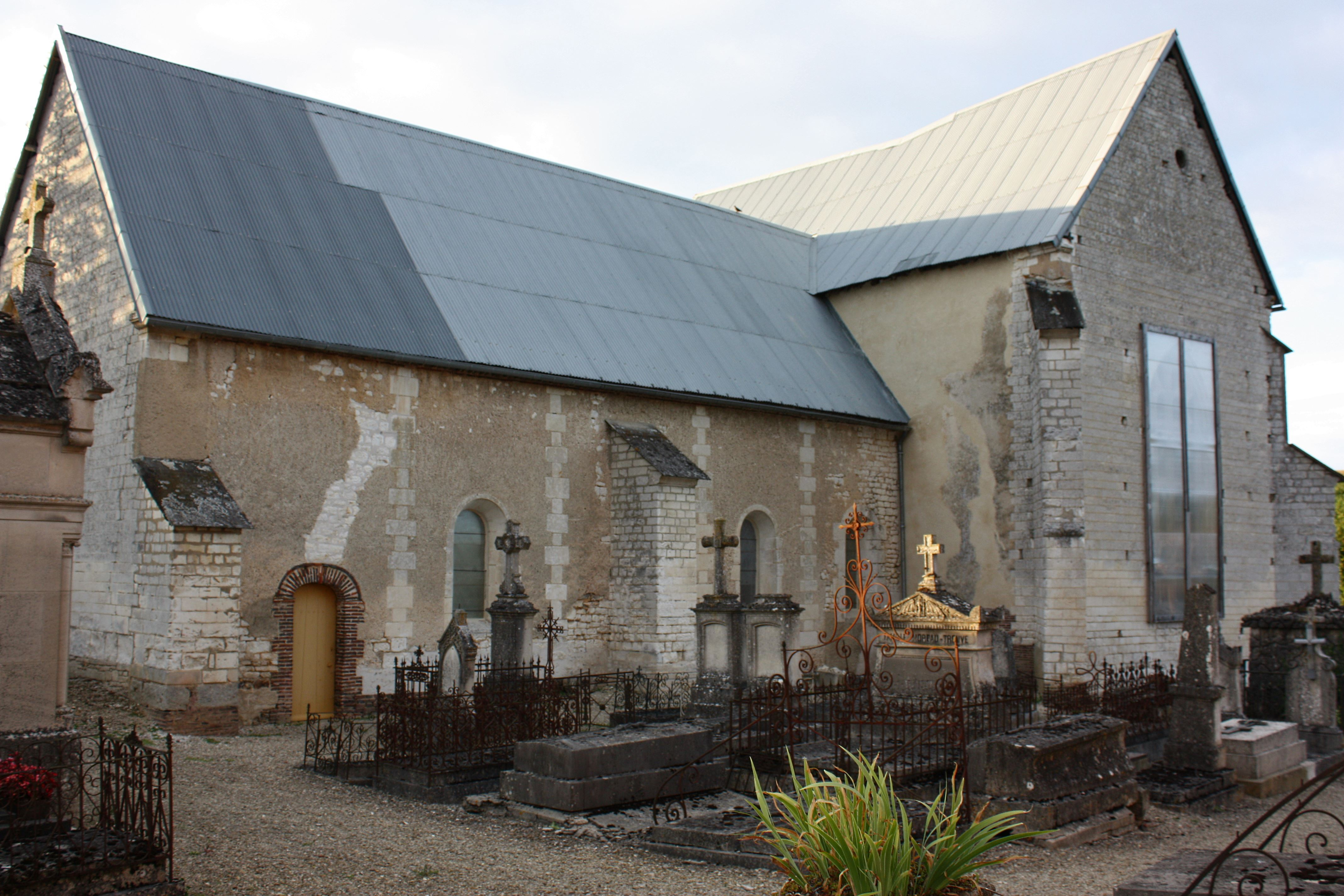
Kirche Saint-Loup
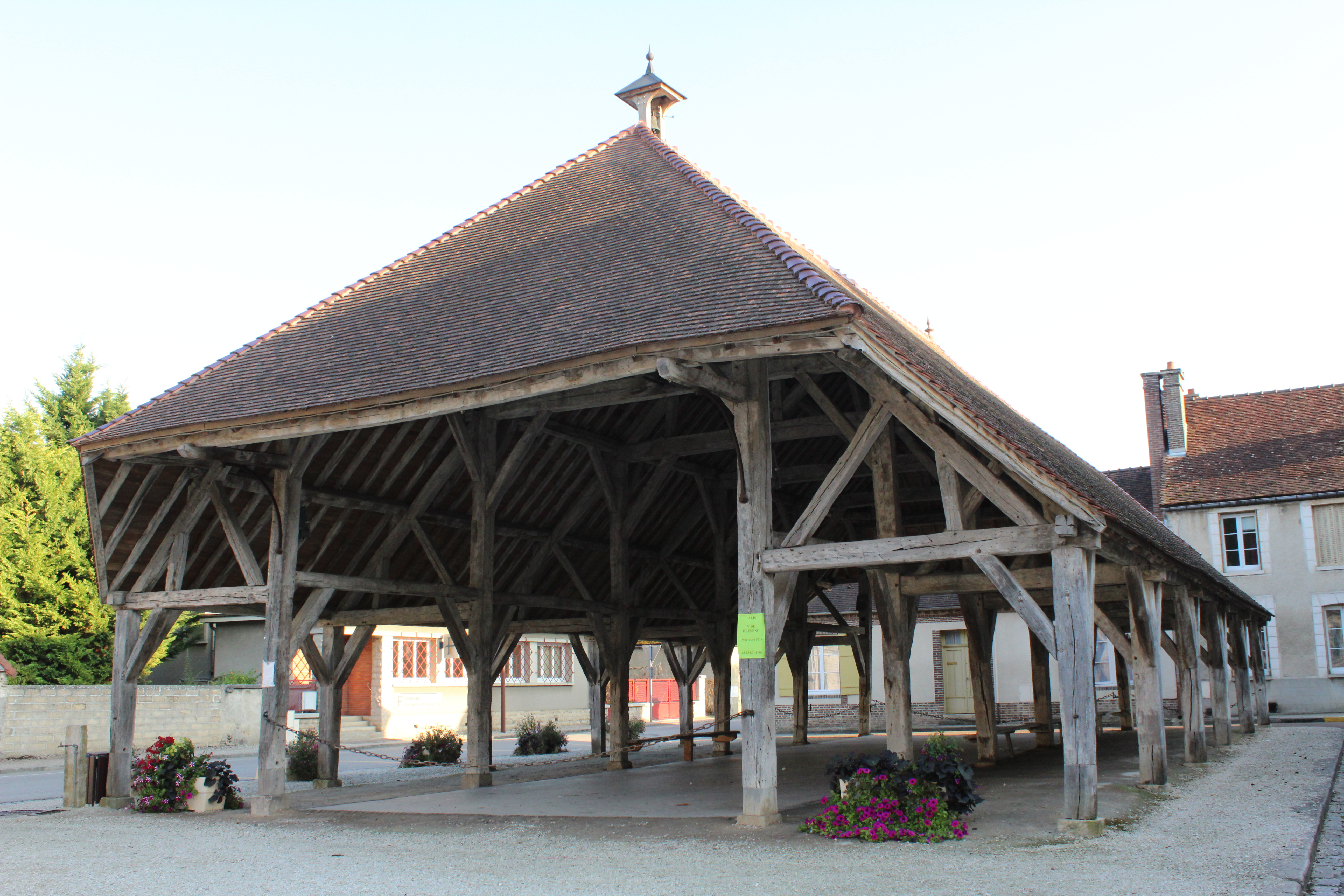
Alte Markthalle
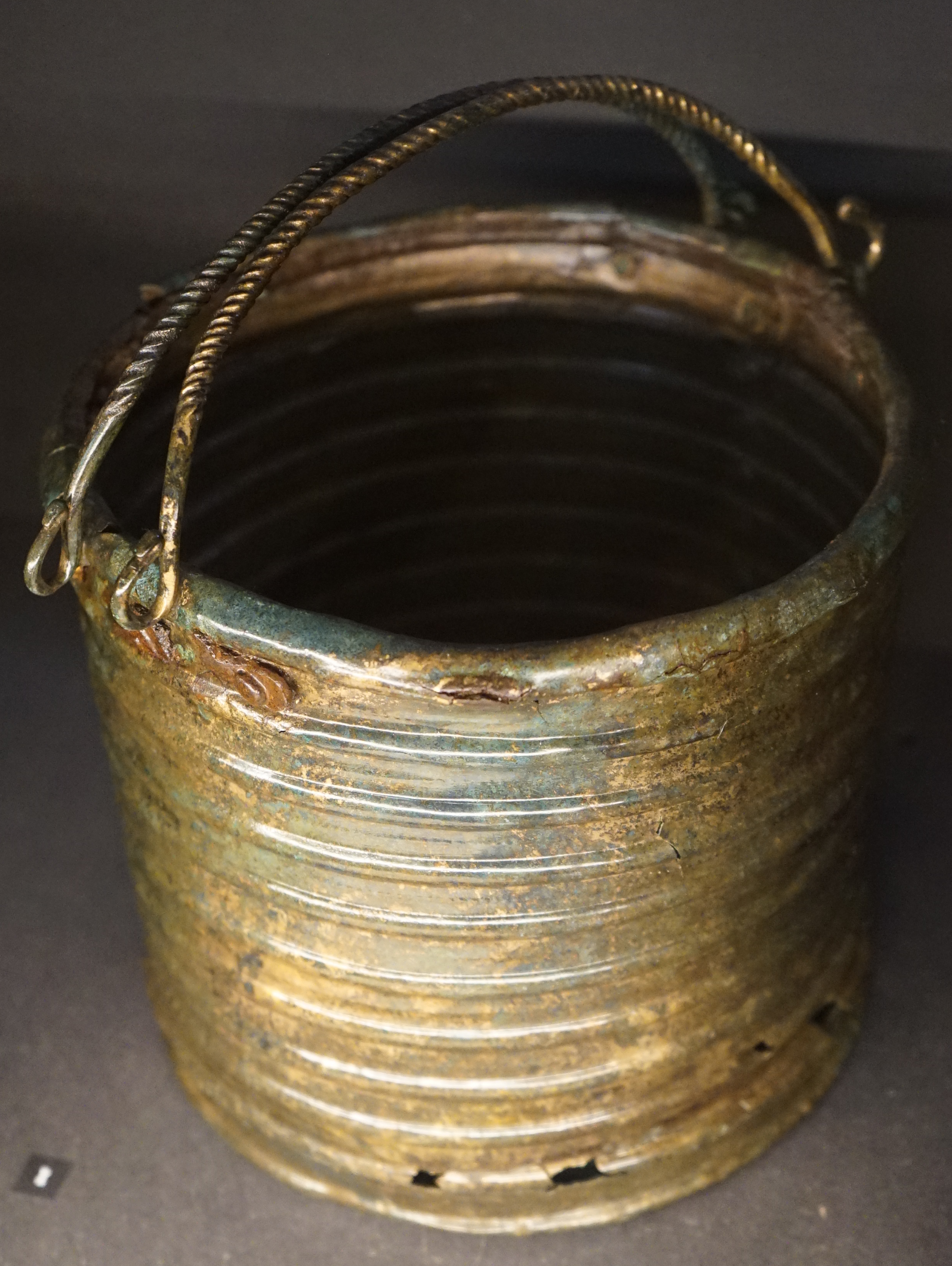
Rippenziste von Estissac

## Persönlichkeiten
- François Alexandre Frédéric, duc de La Rochefoucauld-Liancourt (1747–1827), Politiker und Unternehmer